# Дом Гиннесса
«Дом Ги́ннесса» (англ. House of Guinness) — предстоящий телесериал Стивена Найта в жанре исторической драмы. Его премьера состоится 25 сентября 2025 года на стриминговой платформе Netflix.

## Сюжет
Действие сериала происходит в XIX веке в Ирландии и в Нью-Йорке. Основатель пивоварни Guinness Бенджамин Гиннесс перед смертью завещает семейное дело наследникам, на место преемника начинают претендовать сразу четверо его детей: Артур, Эдвард, Энн и Бен.

## В ролях
- Луи Партридж — Эдвард Гиннесс
- Энтони Бойл — Артур Гиннесс
- Дэвид Уилмот
- Джеймс Нортон
- Джек Глисон — Байрон Хьюз
- Элизабет Дюло — леди Генриетта
- Нив Маккормак[англ.] — Эллен Кокран
- Эмили Фэрн[англ.] — Энн Ли Гиннесс
- Фионн О’Шей[англ.] — Бенджамин Гиннесс
- Шеймус О’Хара[англ.]
- Дервла Кирван
- Майкл Макэлхаттон
- Даниэлль Галлиган[англ.] — Оливия Хеджез
- Хильда Фэй[англ.]

## Производство
«Дом Гиннесса» был анонсирован в марте 2024 года. Компания Netflix заказала производство исторического сериала у студии Kudos. Было заказано восемь эпизодов; режиссёром первых пяти эпизодов стал Том Шенкленд, Мона Акль была назначена режиссёром трёх финальных эпизодов. Съёмки телесериала начались в английском графстве Чешир летом 2024 года. Также съёмки прошли в Стокпорте (графство Большой Манчестер) и Ливерпуле (графство Мерсисайд).
В телесериале снялись Джеймс Нортон, Дэвид Уилмот, Луи Партридж и Энтони Бойл.
Его премьера состоится 25 сентября 2025 года на платформе Netflix.